# Alex Meneses
Alexandra Estella DeAnna "Alex" Meneses (Chicago, Illinois, 12 de febrero de 1965) es una actriz de televisión y cine y modelo estadounidense.
Nació en Chicago de ascendencia mexicana de parte de su padre y ascendencia ucraniana por parte de su madre. Meneses estudió actuación en el Teatro de Improvisación The Second City. Inmediatamente, tras graduarse de la secundaria, tuvo un contrato de modelaje en Milán, Italia.
Originalmente estaba para quedarse en Italia durante 3 meses, pero se enamoró de Italia y se quedó allí durante dos años donde se convirtió en una modelo exitosa. Cuando Alex regresó a los Estados Unidos, se dirigió a Los Ángeles, donde estudió actuación en el Instituto Lee Strasberg.
Meneses interpretó a Teresa Morales en Dr. Quinn, Medicine Woman y tuvo papeles significantes en Everybody Loves Raymond como la amante italiana de Robert, Stefania, en Friends (1997, tercera temporada) como Cookie (hermana de Joey Tribbiani), y The Hughleys. También apareció en Martial Law como Alex Delgado en el episodio "Lock Up" y las películas Amanda and the Alien, Selena, The Flintstones in Viva Rock Vegas, Auto Focus, NCIS y Funny Money. Alex también ha aparecido en numerosas producciones teatrales de Los Ángeles.